# 張丙
張丙（？—1833年），福建省臺灣府嘉义县下茄苳南堡店仔口人（今臺南市白河區）。臺灣清治時期民變領袖。

## 生平
张丙祖籍福建漳州南靖梅林坎下，其祖父于乾隆年间移居臺灣嘉义县店仔口庄（今臺南市白河區白河里及永安里）。
道光十二年（1832年）夏天大旱加上清廷的台灣嘉義知縣邵用之治事無方。張丙於道光十二年閏九月初十日，因與陳辦（方志稱「陳辨」，官方文件記「陳辦」）細故倡亂嘉義，後豎旗起事。十月朔起，攻佔臺灣縣大部分地區與雲林斗六門（今斗六）一帶，建國號為「天運」，自立為「開國大元帥」，期間並聚集數萬名的兵力，強攻鹽水港。此役造成臺灣府知府呂志恆傷亡；把總朱國珍、副將周承恩等人戰死。
因當時清廷治台不力，張丙一起，鳳山與彰化各有許成與黃城率眾反抗官府。不過因為張丙久攻嘉義不下，加上王得祿、劉廷斌等人反制，致使動亂漸平。同年十二月，張丙及其部屬因事敗被捕，隔年二月，張丙在福建受審，與其他三名逆首審明定擬以「戕官圍城」罪。五月，解送京師刑部複審。六月中旬到京，依謀反律判決定讞，凌遲處死。

## 延伸閱讀
- 【六堆歷史風雲】張丙事件– Hakka Story （页面存档备份，存于）